# アップアップガールズ（仮） (テレビ番組)
アップアップガールズ（仮）（アップアップガールズかっこかり）は、2011年4月より2015年6月までアイドル専門チャンネルPigooにて放送されていたバラエティ番組。アップアップガールズ（仮）のメンバーがレギュラーとして出演している。
番組開始時は「アップフロントガールズ」という番組名であったが、グループ名の改名に伴い、番組名も2011年8月（#5）より変更となっている。
2012年3月までエンタ!371でも放送されていた。

## 概要
「ガツガツやれることはやろう!」というキーワードを概念としたバラエティ番組。

## 出演者
以下のメンバー。
- アップアップガールズ（仮）

  - 仙石みなみ（せんごく みなみ）
  - 古川小夏（ふるかわ こなつ）
  - 森咲樹（もり さき）
  - 佐藤綾乃（さとう あやの）
  - 関根梓（せきね あずさ）
  - 新井愛瞳（あらい まなみ）
  - 佐保明梨（さほ あかり） - 2011年6月2日より出演。

## 放送日
| 回 | 放送日（初回） | 内容 |
| -- | -------------- | --- |
| 1  | 2011年 4月2日  | 前半：番組出演メンバー6人の自己紹介・他己紹介。 後半：メンバーによる番組企画考案、2丁目ハロープロジェクト（二丁目の魁カミングアウトの前身）とのダンスバトル勃発。 |
| 2  | 5月1日         | プロフィール当てクイズ、ダンスバトル作戦会議、ギネス記録に挑戦??。 |
| 3  | 6月2日         | UFG初イベントの裏側、アップフロントガールズ（仮）第1回/第2回公演の模様、 vs2丁ハロ ダンスバトル、UFG初イベントを終えて、 佐保明梨が新メンバーとして加入、佐保明梨自己紹介。 |
| 4  | 7月2日         | 絶叫アトラクションに挑戦?、日本一高いバンジージャンプに挑戦!（全員成功）。 |
| 5  | 8月2日         | 恐怖体験スペシャル!、怨念旅館で恐怖体験!、 アップアップガールズ（仮）の怪談七物語、心霊写真を撮ってみよう!。 |
| 6  | 9月1日         | 前回はお化け屋敷潜入＆怖い話 アップアップ流・夏バテ解消料理の食レポ - 新井愛瞳の食レポ「カレーかき氷」 - 古川小夏の食レポ「サルミアッキ」 - 関根梓の食レポ「亀ゼリー」 - 仙石みなみの食レポ「鮒ずし生キャラメルチョコレート」 - 佐保明梨の食レポ「エスカルゴ」 - 佐藤綾乃の食レポ「蜂の子」 - 森咲樹の食レポ「食用ヤモリ」） 8月20日「アップアップガールズ（仮）」公演の模様 （突然ですが企画変更！「何でもガツガツ食べよう！」のコーナー！！）。 |
| 7  | 10月1日        | 前回はスタミナをつけるためゲテモノ料理を堪能 天使が夢を叶えますSP - 仙石天使が佐藤綾乃の夢を実現！ - 森天使が佐保明梨の夢を実現！ - 関根天使が関根梓の夢を実現！ - 古川天使が仙石みなみの夢を実現！ - 新井悪魔が森咲樹の嫌なことを実現！ - 佐藤天使が古川小夏の夢を実現！ - 佐保悪魔が新井愛瞳の嫌なことを実現！ アップアップガールズ（仮）が秋を語る！ |
| 8  | 11月1日        | 今回は2グループに分かれて収録 - 152（小）（仙石みなみ・古川小夏・佐藤綾乃・新井愛瞳） - アップルアップルガールズ（狩）（森咲樹・佐保明梨・関根梓） ちょこっと時期外れの第1回アップアップ運動会!! 1. グルグルバットリレー 2. 投げて・打って・捕って 3. コンビde風船割り 4. 二人羽織プチシュー 長野「宮坂園」でりんご・ぶどう狩り |
| 9  | 12月1日        | アップアップ的クリスマスパーティー - クリスマスツリー?を飾ろう - 楽しいクリスマス劇に挑戦 - クリスマスソングで盛り上がろう! - 紙芝居「アップアップガールズ（仮）物語」 - 爆弾クリスマスプレゼント交換! アップアップガールズ（仮）が語るクリスマスの思い出 LIVE「アップアップガールズ（仮） VS THE ポッシボー」 - Danceでバコーン!（℃-ute） - まっさらブルージーンズ（℃-ute） - 抱いてよ! PLEASE GO ON（後藤真希） - お願い魅惑のターゲット（メロン記念日） - SHINE（TENSI LOVE） |
| 10 | 2012年 1月3日  | アップアップ流 お正月のすすめ - 2012年の目標を書初めしよう - アップアップ流 餅つき大会 30秒間で何回餅をつけるか選手権 11/26 アップアップガールズ（仮）定期公演 - 原色GAL 派手に行くべ!（後藤真希） - 歩いてる（モーニング娘。） 仙石みなみ 成人式のお祝い 6番勝負!! |
| 11 | 2月2日         | 小動物爬虫類マスターを目指そう! - 古川×ケヅメリクガメ - 仙石×ウスタレカメレオン（カメレオン科） - 関根×デュビア - 佐保×アメフクラガエル - 佐藤×アフリカウシガエル - 森×ヒガシアオジタトカゲ - 新井×ブラックラットスネーク 爬虫類マスター（仮）選手権! アップアップ流 バレンタインの告白 |
| 12 | 3月1日         | アップアップガールズ（仮）初オリジナル曲「Going my ↑」初お披露目記念スペシャル!! 2012年2月12日にTOKYO FM HALLにて行われた 『アップアップガールズ（仮）』イベント 第17回公演 - 第19回公演の模様 - 公演前のリハーサル - リハーサルを終えたメンバーの楽屋を訪問 - 第17回公演の模様 - Cake House（TENSI LOVE） - 彼と一緒にお店がしたい!（モーニング娘。） - Going my ↑ - 「Going my ↑」の作曲家（michitomo）のいる控え室へ - 第18回公演の模様 - 王子様と雪の夜（タンポポ） - 私服ファッションショーコーナー・ドキドキ 胸キュンのコーナー - 第19回公演の模様 - Going my ↑ - 新曲初披露公演 無事終了! メンバーが語る「Going my ↑」 メンバーが語る「Going my ↑ 初披露」 リベンジ!ドキドキ 胸キュンタイム メンバーが語る「新曲ソロパートについて」 メンバーが語る「2・3部の新曲披露」 アップアップガールズ（仮）反省会 - メンバーにサプライズ! - 「Going my ↑」の振り付け師竹中夏海登場 この曲によって、メンバーの絆は深まった? |
| 13 | 4月3日         | ガツガツやれていたか、確かめよう！ - #01 初々しい自己紹介（2011年4月） - #01 二丁目ダンスユニット「二丁ハロ」乱入！ - #03 「二丁ハロ」とのダンスバトルに決着を！（2011年6月） - #03 佐保明梨、新加入 - #01 - #03までを振り返る！ - 佐保明梨の衝撃的な力を検証！ - 佐保明梨の握力を検証！ - 佐保明梨のパンチ力を検証！ ガツガツやれていたか、確かめよう！Part2 - #04 ドッキリ！バンジージャンプに挑戦（2011年7月） - #05 ドッキリ！お化け屋敷で肝試し（2011年8月） - #06 ドッキリ！ゲテモノ食に挑戦（2011年9月） - #04 - #06までを振り返る！ - BOXの中身は何だろな！？ - 祝！高校入学 BOXの中のプレゼントを当てろ！ - 祝！大学入学 BOXの中のプレゼントを当てろ！ ガツガツやれていたか、確かめよう！Part3 - #08 ちょこっと時期外れの運動会（2011年11月） - #09 格差クリスマスパーティー！（2011年12月） - #10 アップアップ流 餅つき大会（2012年1月） - #10 仙石みなみ 成人式のお祝い 6番勝負（2012年1月） - #11 ドッキリ！動物とたわむれよう→爬虫類とたわむれよう！（2012年2月） - #08 - #11までを振り返る！ - ナイフの色で罰ゲームが変わる黒ひげ危機一発！ ガツガツやれていたか、確かめよう！Part4 - #12 アップアップガールズ（仮）初オリジナル曲発表SP!（2012年3月） - #12までを振り返って！ |
| 14 | 5月1日         | 佐保明梨加入祝！一周年！！6番勝負！！ 1. 佐藤綾乃提案 （佐保が）無茶ぶりに応える「面白いことやっちゃって！！」 2. 新井愛瞳提案 大好きなジェットコースター 3. 古川小夏提案 なりきり○○「メイドさん」 4. 関根梓提案 セクシーポーズからの投げKISS 5. 仙石みなみ＆森咲樹提案 口で風船割りからのパイ投げ 3月31日 アップアップガールズ（仮）第20・21・22公演 - 青春コレクション（モーニング娘。） - Going my ↑ - WOW WOW WOW（プッチモニ） - ラッキーチャチャチャ!（ミニモニ。） - Danceでバコーン!（℃-ute） - お願い魅惑のターゲット（メロン記念日） - Rainbow（仮） - でっかい宇宙に愛がある（モーニング娘。） |
| 15 | 6月3日         | 真剣アップアップ だべり場！ - 新井愛瞳の討論テーマ：なぜ日本の文化は独特なものになったのか？ - 古川小夏の討論テーマ：朝1人で起きられるには？ - 佐保明梨の討論テーマ：宇宙の始まり わたしたちのおわり - 関根梓の討論テーマ：どうしたら進行(MC)を進める事ができるのか？ - 佐藤綾乃の討論テーマ：私をみて…きいて…。 - 森咲樹の討論テーマ：なんで森咲樹は落ち着いて見えちゃうの？まだまだ18才なのにッ!! - 仙石みなみの討論テーマ：私たちは何でもガツガツやりますよね？では今年は何に挑戦しますか?? 4月30日 アップアップガールズ（仮）〜仙石みなみ誕生日スペシャル〜第23・24・25公演 - 初めてのハッピーバースディ!（カントリー娘。に石川梨華（モーニング娘。）） - 仙石みなみの夢を叶えてあげちゃいましょう！青春ごっこ「赤羽橋女子高校 青春部」 - バレバレI LOVE YOU |
| 16 | 7月3日         | 仙石みなみ 仙台凱旋ロケ！ - 戦国みなみ 100人斬り！ - 東北発復興チャリティイベント「Girls for HEART LIGHT SENDAI」 - Going my ↑ - バレバレI LOVE YOU - Danceでバコーン!（℃-ute） - 仙台名物 牛たんをたべよう！ |
| 17 | 8月5日         | 全編恐怖企画でメンバー１怖がりの関根は恐怖に耐えられるのか！？ |
| 18 | 9月1日         | ダーツにトランプ！疲れをいやす58分！ |
| 19 | 10月9日        | ご褒美企画！キウイとなし刈り！ |
| 20 | 11月1日        | 抜き打ち！7人の学力を調べる！ |
| 21 | 12月1日        | わんそばを一番多く食べられるメンバーは誰なのか！？ |
| 22 | 2013年 1月1日  | 正月書初め企画！アップアップ流過酷カルタ作りにも挑戦！ |
| 23 | 2月3日         | バレンタインなので女子力を調べるチョコレートパーティー！ |
| 24 | 3月2日         | 中学校を卒業する新井愛瞳、そして高校を卒業する佐藤綾乃。2人に大人の階段を与えよう！ |
| 25 | 4月2日         | 番組2周年を振り返ってバトル！ |
| 26 | 5月2日         | こどもの日にちなんで子供になりきろう！ |
| 27 | 6月1日         | 関根梓・古川小夏・佐保明梨合同誕生会！食べよう闇鍋！ |
| 28 | 7月3日         | 「Kawaii Pop Fest 2013」香港旅！ |
| 29 | 8月2日         | 8月なので怪談を味わう！ |
| 30 | 9月4日         | マッサージを与えてみよう！施術は実は健康診断、身体を癒す60分間！ |
| 31 | 10月2日        | 東京五輪開催決定にあやかりアプガ流七輪を開催！？ |
| 32 | 11月1日        | 文化の日、新しい芸術活動を考えよう！ |
| 33 | 12月2日        | アプガ流のクリスマスパーティー！ |
| 34 | 2014年 1月2日  | 祝！成人式森ティー！あやのんの誕生祝い！ |
| 35 | 2月1日         | オリジナルの健康法・エクササイズを開発！ |
| 36 | 3月1日         | 「KAWAII POP FES by @JAM in 台湾」での旅模様！ |
| 37 | 4月5日         | 視聴者企画募集2時間スペシャル！ |
| 38 | 5月1日         | 台本・演出・出演、アプガオリジナルストーリー！ |
| 39 | 6月5日         | アプガワールドカップ！ |
| 40 | 7月3日         | 体を揺らして「全力!Pump UP!!」 |
| 41 | 8月7日         | Kawaii POP Fes supported by @JAM in 香港での旅模様！ |
| 42 | 9月4日         | ご褒美にカツオ丸々一本プレゼント！ |
| 43 | 10月2日        | 巨大パフェを7人で喰いつくせ！ |
| 44 | 11月6日        | 挑戦！アプガ地獄のすごろく！！ |
| 45 | 12月4日        | 2014年最後の放送！ 2014年を振り返る！ |
| 46 | 2015年 1月4日  | 仙石みなみ提案企画、7人が殺陣に挑戦！ |
| 47 | 2月4日         | 関根梓提案企画、6人で新江ノ島水族館で見学！ |
| 48 | 3月4日         | 森咲樹提案企画、7人がひな祭りにちなんだスイーツ作りに挑戦！ |
| 49 | 4月1日         | メンバーがスタジオでの指令を受けて陶芸チャレンジ！ |
| 50 | 5月2日         | 古川・仙石・新井の３人が『和』の心を重んじた企画にチャレンジ！ |
| 51 | 6月2日         | 4年間培ってきた7人の成長した姿をお見せします！ |

## 制作協力
アップフロントプロモーション（旧：アップフロントエージェンシー）

## 制作著作
つくばテレビ